# Goniobarímetro
El goniobarímetro es un instrumento para pesar inventado por el ingeniero español Darío Bacas Montero (1845-1913). Con ese nombre (gonio-bari-metro: ángulo-peso-medida) quiso designar el ingeniero Bacas una báscula que indicara en una escala graduada, con divisiones igualmente espaciadas, un ángulo proporcional al peso a medir.
Este hecho es común a muchos tipos de básculas. La originalidad del mecanismo del goniobarímetro es que, como veremos, se basa en las propiedades geométricas de la cicloide.

## Fundamento físico

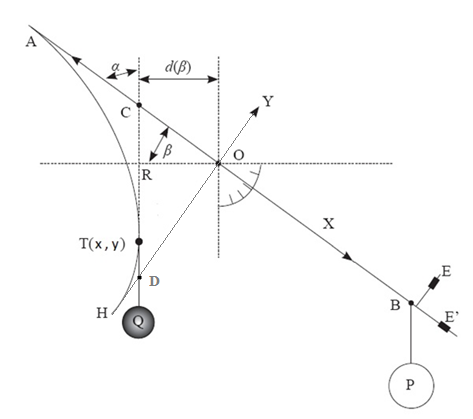
Fig. 1 Esquema del funcionamiento del goniobarímetro

El gráfico de la figura 1 es una representación esquemática del goniobarímetro. La báscula gira en torno al punto fijo O. El peso P que se quiere medir cuelga del punto B. En el otro brazo de la báscula y fijada rígidamente a él, la curva directriz ATH, guía el contrapeso Q, mediante un hilo enrollado en ella, que se va desenrollando a medida que la báscula se inclina, por la acción del peso P. E y E' son dos pequeños pesos desplazables, que equilibran el de la curva directriz y, su regulación, consigue que el centro de gravedad del dispositivo, cuando está libre de cargas, se sitúe exactamente en el punto O.
Para que la báscula haga honor a su nombre, la forma de la curva ATH ha de ser tal, que el sistema quede equilibrado justo en el momento en que el ángulo β, girado por el dispositivo, sea proporcional al peso P.
Suponiendo que exista la curva que cumpla esta condición, la posición de equilibrio se dará cuando los torques respecto al punto O, de las cargas situadas a izquierda y derecha sean iguales, es decir:

{\displaystyle Qd(\beta )=PL\cos \beta \qquad (1)}

donde L es la distancia desde O hasta B y d(β) es la distancia, entre el origen y la recta tangente a la directriz en el punto T, recta que viene físicamente realizada por el hilo, del que pende el contrapeso Q. El hecho de que el peso P haya de ser proporcional a β, que es el objetivo del goniobarímetro, transforma (1) en la ecuación:

{\displaystyle d(\beta )=k\beta \cos \beta \quad \qquad (2)}

Donde k engloba todos los parámetros constantes.
El problema matemático del goniobarímetro se plantea entonces en los siguientes términos: hallar la forma matemática de la curva ATH para que la distancia desde el origen hasta la tangente en un punto T cualquiera, verifique la ecuación (2) siendo β el complementario del ángulo α que forma dicha tangente con el eje X. La curva directriz ATH, quedaría entonces definida por la envolvente de todas esas tangentes que se pueden formar cuando varía el ángulo β. A continuación se demuestra que esa curva directriz es la cicloide.
La tangente correspondiente al ángulo β, corta a los ejes en los puntos:

{\displaystyle C\left({\frac {-d(\beta )}{\cos \beta }},0\right)\quad y\quad D\left(0,{\frac {-d(\beta )}{\operatorname {sen} \beta }}\right)}

Su ecuación será por tanto:

{\displaystyle x\cos \beta +y\operatorname {sen} \beta +d(\beta )=0}

que según (2) se transforma en:

{\displaystyle x\cos \beta +y\operatorname {sen} \beta +k\beta \cos \beta =0\quad \qquad (3)}

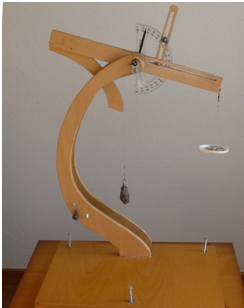
Fig. 2 Maqueta del goniobarímetro

Interpretamos esta última ecuación como la de un haz de rectas, parametrizado por β, tangentes todas ellas a la curva directriz cuya ecuación buscamos y que sería la envolvente de ese
haz de rectas.< /p>
Utilizando el procedimiento habitual para cálculo de envolventes, resolvemos el sistema
formado por
  

{\displaystyle f=0}

{\displaystyle {\frac {\partial f}{\partial \beta }}=0}

siendo f = 0 la ecuación (3)

{\displaystyle x\cos \beta +y\operatorname {sen} \beta +k\beta \cos \beta =0}

{\displaystyle -x\operatorname {sen} \beta +y\cos \beta +k\cos \beta -k\beta \operatorname {sen} \beta =0}

Resolviendo en x e y este sistema se obtienen las ecuaciones paramétricas de la envolvente:

{\displaystyle x=-k\beta +k\cos \beta \operatorname {sen} \beta \quad \qquad (4)}

{\displaystyle y=-k\cos ^{2}\beta \quad \qquad \qquad \qquad (5)}

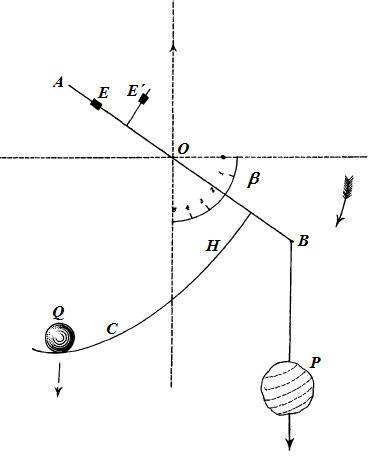
Fig. 3 Goniobarímetro con directriz normal

que haciendo el cambio de variable β = t/2, se transforman en:

{\displaystyle x=-{\frac {k}{2}}(t-\operatorname {sen} t)}

{\displaystyle y=-{\frac {k}{2}}(1+\cos t)}

donde se pueden reconocer las ecuaciones de la cicloide generada por una circunferencia de radio k/2 que rueda sobre la recta y = - k.
De esta manera se puede construir una báscula con contrapeso guiado tangencialmente por un arco de cicloide como la maqueta que se muestra en la fotografía de la figura 2, construida para uso didáctico. 
Curiosamente, el ingeniero Bacas, en su patente, termina su cálculo de la directriz en las ecuaciones (4) Y (5) y al parecer no reconoce en ellas las de la cicloide, cuyo nombre no cita en ningún momento. No se entiende muy bien por qué. Tal vez no la reconoció o tal vez no lo consideró un asunto relevante a la hora de fabricar una báscula. Por otra parte, el modelo final que él proponía para la realización de su báscula no utilizaba la cicloide (directriz tangencial) sino una de sus evolventes, a la que apropiadamente llama directriz normal.

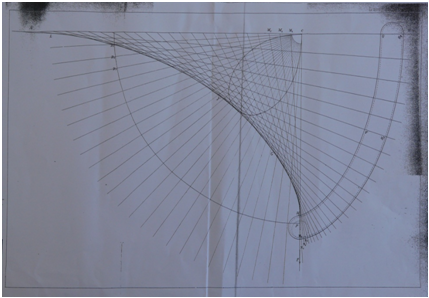
Fig. 4 Construcción de las directrices tangencial y normal

Para comprender este otro modelo de, fijémonos en la trayectoria que sigue en la figura 1 el contrapeso Q cuando el goniobarímetro, sometido a distintos pesos, se inclina con los ángulos correspondientes y supongamos que construimos un carril, rígidamente unido al astil, que fija esa trayectoria. Para un correcto funcionamiento de la báscula, tanto da que el contrapeso cuelgue de un hilo que se desenrolla de un arco de cicloide, como que ruede por un carril con la forma adecuada para que la posición del contrapeso respecto a la báscula sea la misma que cuando colgaba del hilo y por tanto produzca el mismo efecto dinámico.
Se diseña así una nueva modalidad de goniobarímetro “con directriz normal” que su inventor describió con el esquema que vemos en la figura 3.

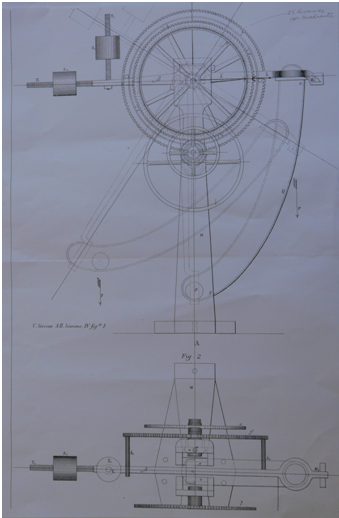
Fig. 5 Diseño original del goniobarímetro

La barra AB gira en torno al punto O y sostiene en B el peso P que se quiere medir. Está, rígidamente unida, a un carril CH, por el que rueda el contrapeso Q. Los pequeños contrapesos deslizantes E, E´ del otro extremo de la barra, equilibran el peso del carril, situando el centro de gravedad del conjunto -sin las cargas Q y P- en el punto O.
En esta situación, el carril CH actúa como guía y coloca al contrapeso Q, en relación con el dispositivo, en la misma situación en que estaría si colgara del hilo enrollado en torno a la cicloide. La distancia entre el punto O y la línea de acción del peso, es en todo instante la que equilibra al dispositivo en un ángulo β proporcional al peso P. Esta modalidad de goniobarímetro es completamente equivalente a la que ya hemos descrito.
El diseño de la forma del carril, puede hacerse teniendo en cuenta que su evoluta es la directriz tangencial. Puede obtenerse su forma analítica por los procedimientos habituales en cálculo o bien gráficamente, ajustando su trazado continuo por medio de su evoluta previamente construida, como describe su inventor en la patente por medio de la imagen de la figura 4.

La figura 5 muestra el prototipo de goniobarímetro que finalmente propuso su inventor. A efectos prácticos, el carril se ha diseñado como un tubo arqueado por el que rueda un contrapeso esférico. En la parte izquierda se aprecian dos contrapesos con posición variable en direcciones perpendiculares entre sí, que permiten situar el centro de gravedad de la parte móvil en el eje de giro. Los engranajes que se aprecian en la figura forman parte de un mecanismo de contabilidad que va acumulando los ángulos y por tanto los pesos. Esta acumulación de pesos es la que justifica que el limbo graduado tenga un giro completo aunque en cada pesada el goniobarímetro sólo se inclina como máximo 90 grados. Del extremo derecho de la barra colgaría el peso a medir. 
Existen indicios de que el goniobarímetro se llegó a fabricar y usar. En el boletín oficial de Ceuta de 17 de julio de 1941, pág 6, se recoge el cuadro de tarifas que han de aplicar los inspectores de pesas y medidas para la revisión de diversos instrumentos para pesar, señalando entre ellos al goniobarímetro. 

En nuestros días los mecanismos de este tipo de básculas son principalmente una curiosidad histórica y didáctica al haber sido superados, para efectos prácticos, por las básculas electrónicas. Pero este diseño sigue teniendo interés por algo que Darío Bacas al parecer o no sospechó o no juzgó interesante: el estar basado en una propiedad de la cicloide, curva que se creía completamente estudiada, pero que encerraba, al menos, una nueva sorpresa.